# 海宁市博物馆
海宁市博物馆位于中国浙江省嘉兴海宁市硖石街道西山路542号，创建于1958年6月，最初位于硖石镇大瑶桥卜家埭吴家老宅，1978年迁至西山惠力寺，1999年7月再迁现址。新馆落成于2001年3月，地上三层、地下一层，建筑面积4860平方米，展陈面积1680平方米，设有文物精品馆、书画陈列馆、硖石灯彩馆、恐龙馆、科普馆和一个临时展厅，其中灯彩馆是该馆最具地方特色的展厅，基本陈列包括《馆藏精品陈列》、《馆藏乡贤字画陈列》、《海宁灯文化陈列》等。馆藏文物有20个门类6000余件，其中一级文物9件，二级文物75件，三级文物1668件，一般文物4366件（以上数据截止到2013年5月），以玉器、瓷器为特色。
该馆开放时间为每天上午8：30-11：30，下午13：30-17：00，全年无休。